# Améscoa Baja
Améscoa Baja è un comune spagnolo di 816 abitanti situato nella comunità autonoma della Navarra.